# Красницкий (Татарстан)
 Красницкий  — поселок в Зеленодольском районе Татарстана. Входит в состав Новопольского сельского поселения.

## География
Находится в западной части Татарстана на расстоянии приблизительно 12 км по прямой на восток по прямой от районного центра города Зеленодольск в 1 км от автомагистрали Казань-Нижний Новгород.

## История
Основан в 1920-х годах.

## Население
Постоянных жителей было: в 1926 году — 79, в 1938 — 90, в 1949 — 60, в 1958 — 80, в 1970—125, в 1979 — 88, в 1989 — 75, в 2002 — 47 (русские 83 %), 39 в 2010.